# ウルダ (食品)

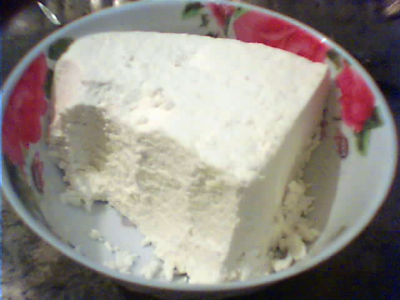
ウルダ

ウルダ（ルーマニア語: Urdă）はチーズの一種で、ルーマニア原産のフレッシュチーズ。そのまま食べることもあるが、チーズケーキやサルマーレなどの料理に使われることもある。チーズ生成過程で生じたホエーを煮詰めて作ったものである。